# Egerton Crescent
Egerton Crescent est une rue de Londres.

## Situation et accès
Située à South Kensington, la rue commence et finit dans Egerton Gardens, près de Brompton Road. Elle est en forme de demi-cercle, d’où son nom, et la circulation y est en sens unique. Le jardin situé entre les rues Egerton Gardens et Egerton Crescent est privé et accessible aux seuls résidents.
Le Victoria & Albert Museum se trouve à proximité.
Le quartier est desservi par les lignes  Circle  District  Piccadilly à la station South Kensington.

## Origine du nom

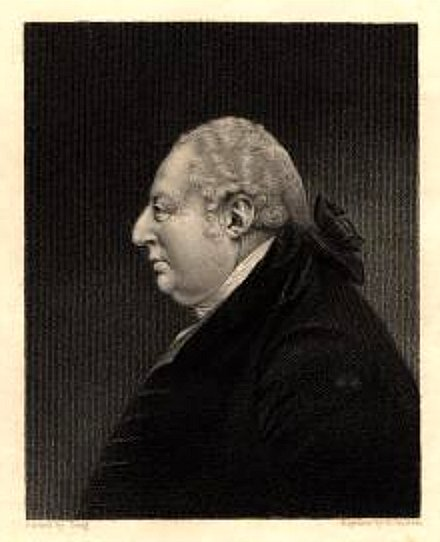
Francis Egerton, 3e duc de Bridgewater.

Elle perpétue la mémoire de Francis Egerton (1736-1803), 3e duc de Bridgewater.

## Historique
La rue a été construite dans les années 1840 par l’entrepreneur James Bonnin. Initialement nommée Brompton Crescent, elle a pris son nom actuel en 1896.
En 2013, elle est désignée comme la rue la plus chère de Londres et de la Grande-Bretagne.

## Bâtiments remarquables et lieux de mémoire

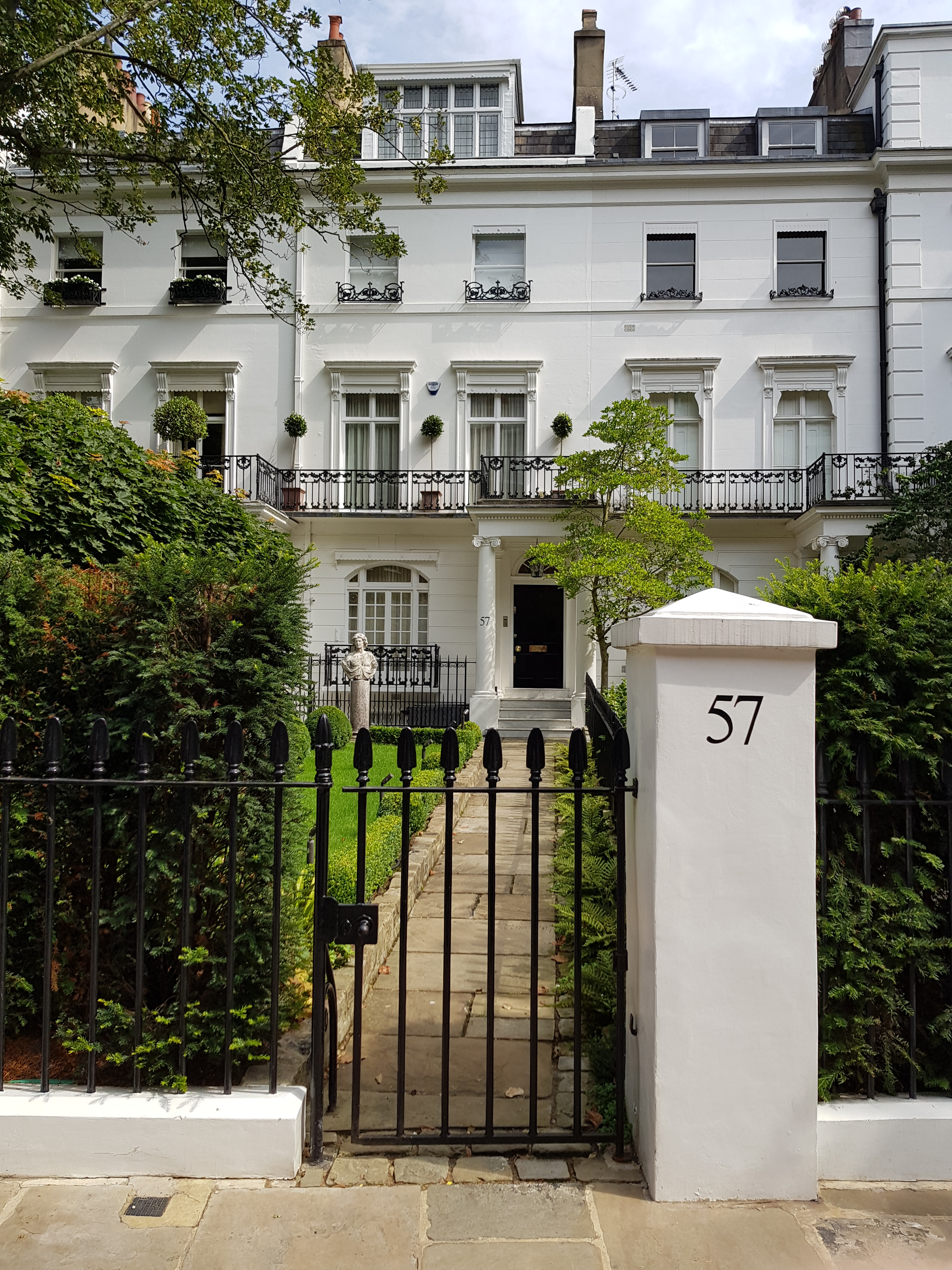
No 57.

- Le producteur Tony Richardson (1928-1991) possédait une maison dans la rue, où séjourna le réalisateur Jim Sharman[2], notamment connu pour le film The Rocky Horror Picture Show .
- No 31 : le poète, écrivain et éditeur John Lehmann (1907-1987), proche du Bloomsbury Group, a vécu à cette adresse[3].
- Nos 31 à 54 : bâtiments classés de grade II vraisemblablement construits par l’architecte George Basevi[4].
- No 46 : le journaliste et présentateur de télévision David Frost (1939-2013) a vécu à cette adresse à la fin des années 60[5].
- Nos 55 à 59 : bâtiments classés de grade II vraisemblablement construits par l’architecte George Basevi[6].